# Turnera coriacea
Turnera coriacea är en passionsblomsväxtart som beskrevs av Ignatz Urban. Turnera coriacea ingår i släktet Turnera och familjen passionsblomsväxter. Utöver nominatformen finns också underarten T. c. solium.